# Động đất Borujerd 2006
Động đất Borujerd 2006 (tiếng Ba Tư: زمین‌لرزه ۱۳۸۵ بروجرد) là trận động đất xảy ra vào lúc 4:47 (theo giờ địa phương), ngày 31 tháng 3 năm 2006. Trận động đất có cường độ 6.1 richter, tâm chấn độ sâu khoảng 7 km. Hậu quả trận động đất đã làm 70 người chết, 1.418 người bị thương.